# Zbiory specjalne

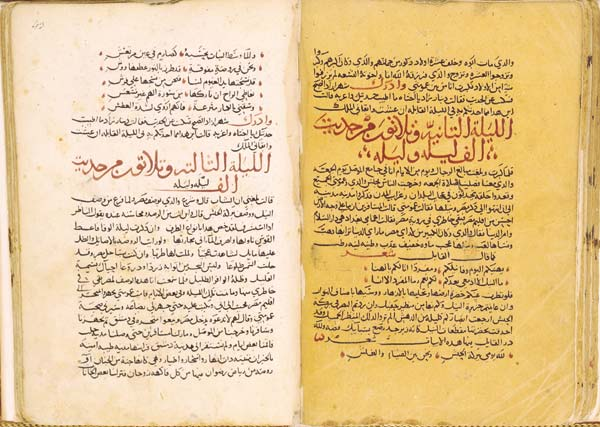
Karty najstarszego syryjskiego rękopisu Gallanda z tekstem Opowieści z tysiąca i jednej nocy, XIV wiek, Biblioteka Narodowa Francji w Paryżu

Zbiory specjalne – materiały biblioteczne, które z różnych powodów są traktowane inaczej niż zwykłe druki. Zbiory specjalne dzielą się na: tradycyjne i współczesne.  

## Zawartość zbiorów specjalnych
Tradycyjnie do zbiorów specjalnych zalicza się:
- zbiory rękopisów, starodruków wraz z inkunabułami
- zbiory kartograficzne
- zbiory muzyczne i zbiory graficzne

Ponadto, w niektórych bibliotekach istnieją zbiory:
- numizmatów
- ekslibrisów
- cymelia

Obecnie pojęcie zbiorów specjalnych coraz bardziej rozszerza się. Dlatego zaliczamy do nich:
- dokumenty życia społecznego (afisze, ulotki, druki ulotne, teatralia) itp.
- mikrofilmy
- fotokopie
- przeźrocza

i inne tego typu dokumenty powstałe przy pomocy techniki fotograficznej (reprografia).
W bibliotekach technicznych gromadzone są również zbiory specjalne, takie jak: 
- normy
- patenty
- opisy konstrukcyjne
- katalogi
- cenniki
- rysunki techniczne
- fotografie

itp. 

## Opracowywanie zbiorów specjalnych
Poszczególne grupy zbiorów specjalnych wyodrębniły się stopniowo wraz z rozwojem zbiorów bibliotecznych w miarę jak zwiększały się zbiory poszczególnych bibliotek oraz tworzono obowiązujące zasady katalogowania. Ten trend w bibliotekarstwie został zapoczątkowany już w pierwszej połowie XIX w. i ciągle aktywnie się rozwija. Dlatego wciąż powstają (zostają wyodrębnione) nowe grupy zbiorów specjalnych (np. nagrania słowne). Wymagają one specjalnego opracowania, w związku z czym powstają odpowiednie instrukcje katalogowe. 
- Gromadzenie zbiorów specjalnych odbywa się najczęściej w obrębie wyodrębnionej komórki biblioteki zajmującej się nabywaniem i uzupełnianiem zbiorów Akcesja. Tam też zazwyczaj dokonuje się wszystkich czynności rejestracyjnych związanych z ich wpływem do biblioteki.

- Opracowanie zbiorów specjalnych odbywa się na ogół w ramach odrębnych jednostek organizacyjnych (oddziałów, sekcji, gabinetów) na podstawie przepisów obowiązujących w kraju oraz szczegółowych wytycznych lub instrukcji obowiązujących w danej bibliotece.

- Opracowanie rękopisów obejmuje wydzielenie z zasobów bibliotecznych jednostek rękopiśmiennych i sporządzenie dla nich odrębnych opisów katalogowych Katalog rękopisów.

Według wytycznych dotyczących opracowania rękopisów w bibliotekach polskich opis katalogowy rękopisu obejmuje:
- sygnaturę,
- ogólny tytuł rękopisu,
- spis jego zawartości,
- opis bibliologiczny i zewnętrzny, język rękopisu, czas jego powstania, stosunek do oryginału, materiał, iluminacje, filigrany, wymiar, liczbę tomów, kart, pismo, oprawę) oraz
- informacje bibliograficzne o publikacji części lub całości tekstu.

Przy opracowaniu rękopisów średniowiecznych występuje konieczność podawania incipitu i explicitu.
Szczegółowe przepisy katalogowania inkunabułów zostały zamieszczone w trzecim tomie "Gesamtkatalog der Wiedgendrucke", wydanym w Berlinie w 1928 roku. 
Opis katalogowy obejmuje:
- hasło,
- skrócony tytuł dzieła,
- miejsce wydania,
- drukarza,
- datę wydania,
- format,
- cytat bibliograficzny,
- proweniencję dzieła,
- oprawę i jej opis.

Druki XVI-wieczne opracowuje się analogicznie. Natomiast działa pochodzące z XVII i XVIII w. w sposób odpowiednio uproszczony. Dla tzw. poloników podaje się cytat z Bibliografii Estreichera.